# Convento de las Bernardas (Alcalá de Henares)
El convento cisterciense de San Bernardo de Alcalá de Henares fue fundado en 1613 por el cardenal Bernardo de Sandoval y Rojas. Es un edificio barroco, declarado monumento arquitectónico-artístico en 1924. Es un Bien de Interés Cultural de tipo inmueble con el código RI-51-0000261.

## Historia
Alcalá de Henares goza de un rico legado religioso como ciudad conventual. Una de las clausuras más importantes es la del convento cisterciense de San Bernardo, fundado en 1613, destinado a una comunidad cisterciense de monjas, llamadas popularmente «bernardas». El mecenas de la obra fue el cardenal y arzobispo de Toledo Bernardo de Sandoval y Rojas (1599–1618), gran valedor de artistas y escritores (Lope de Vega, Quevedo, Góngora y Miguel de Cervantes). Las obras comenzaron en 1617, en la antigua plaza de la Verdura, dentro del barrio musulmán de la Alcalá Medieval, y finalizaron en 1626. Quedó la antigua puerta de Burgos en el interior del huerto del convento, y desapareció la antigua calle de Segovia, por lo que tuvo que construirse un portillo en el recinto amurallado en la calle San Bernardo, denominado así por incluir una estatua de San Bernardo.
El convento sufrió muchos desperfectos en el incendio de 1939, por lo que se realizaron varias obras de restauración en las décadas siguientes. La clausura de las monjas bernardas se cerró en el año 2000, y quedó el edificio como Museo de Arte Religioso. Entre los años 2000 y 2007 se reparó la cubierta de teja y la espadaña; posteriormente, entre 2009 y 2010, se restauraron seis pinturas de los retablos; en 2011 se restauró la Casa de la Demandadera, en 2012 se repararon las cubiertas del chapitel de la iglesia y en 2013 se rehabilitó el claustro menor del convento, destinándolo a sala de exposiciones y residencia diocesana. En 2015 lo ocupó una nueva orden religiosa, las Siervas del Hogar de la Madre. Durante 2016 se restauró la iglesia y en 2021 se iniciaron las obras para la rehabilitación del claustro mayor.

## Arquitectura

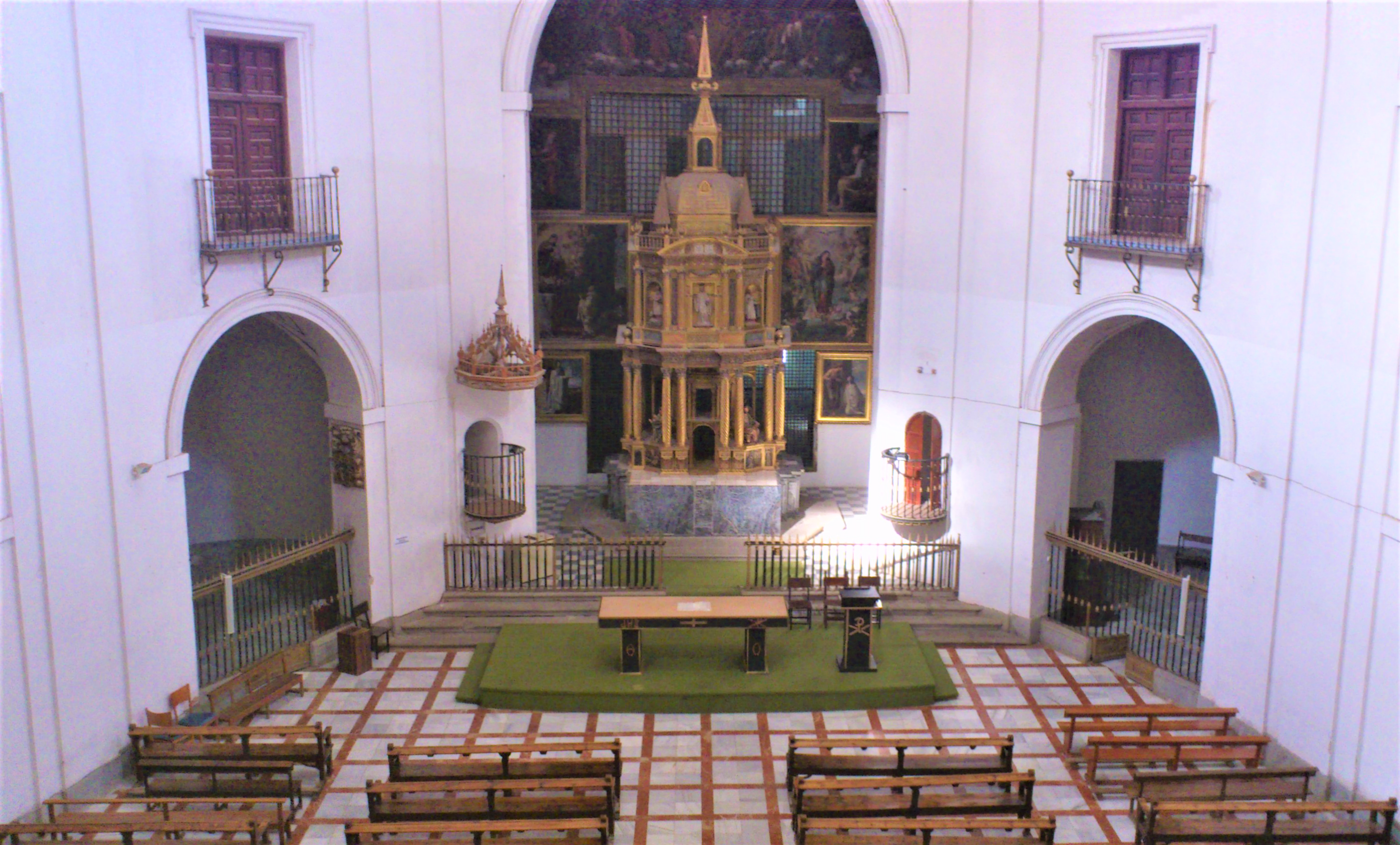
Interior del convento, con altar mayor exento.

Inicialmente, se pensó que había sido diseñado por el alcalaíno Sebastián de la Plaza. En la actualidad el edificio se atribuye al arquitecto Juan Gómez de Mora, según las trazas manieristas del templo de Santa Anna dei Palafrenieri, erigido en Roma. El conquense Juan Gómez de Mora es también autor de la Plaza Mayor de Madrid, Clerecía de Salamanca y el Panteón de Reyes de El Escorial. 
Su fachada principal, de tipo de telón con decoración en línea central de arriba abajo, separada en tres cuerpos y acabada en ladrillo rojo, corresponde al clásico modelo del barroco complutense, en el que se combina el empleo del ladrillo como material constructivo con la piedra de las portadas. En la hornacina central, sobre la puerta, aparece la imagen del titular (San Bernardo de Claraval) escultura atribuida a Juan Bautista Monegro y Manuel Pereira, rodeado por grandes escudos del fundador (Cardenal Bernardo de Sandoval y Rojas) y óculos. Los diferentes cuerpos los recorre una imposta con tres inscripciones paralelas y horizontales que describen a los personajes históricos del momento y la dedicación del edificio. 
La iglesia, de planta elíptica y con seis capillas laterales, de las que las diagonales repiten a menor escala el modelo del gran espacio central, cubierto por una soberbia cúpula encamonada igualmente oval, la mayor en su género hecha en España. El baldaquino exento, donde se encuentra el sagrario, se sitúa delante del altar mayor.
En la clausura hay dos claustros, el archivo conventual y la sala capitular.

## Museo de arte religioso

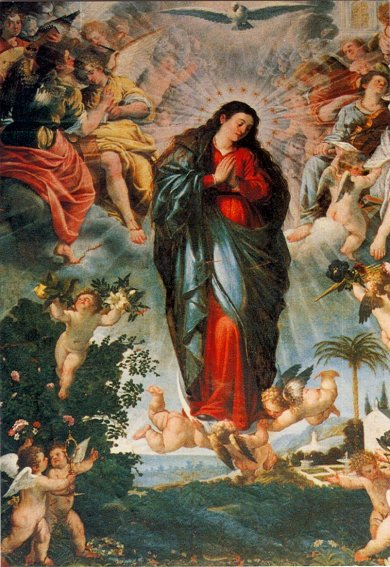
Inmaculada Concepción de Angelo Nardi.

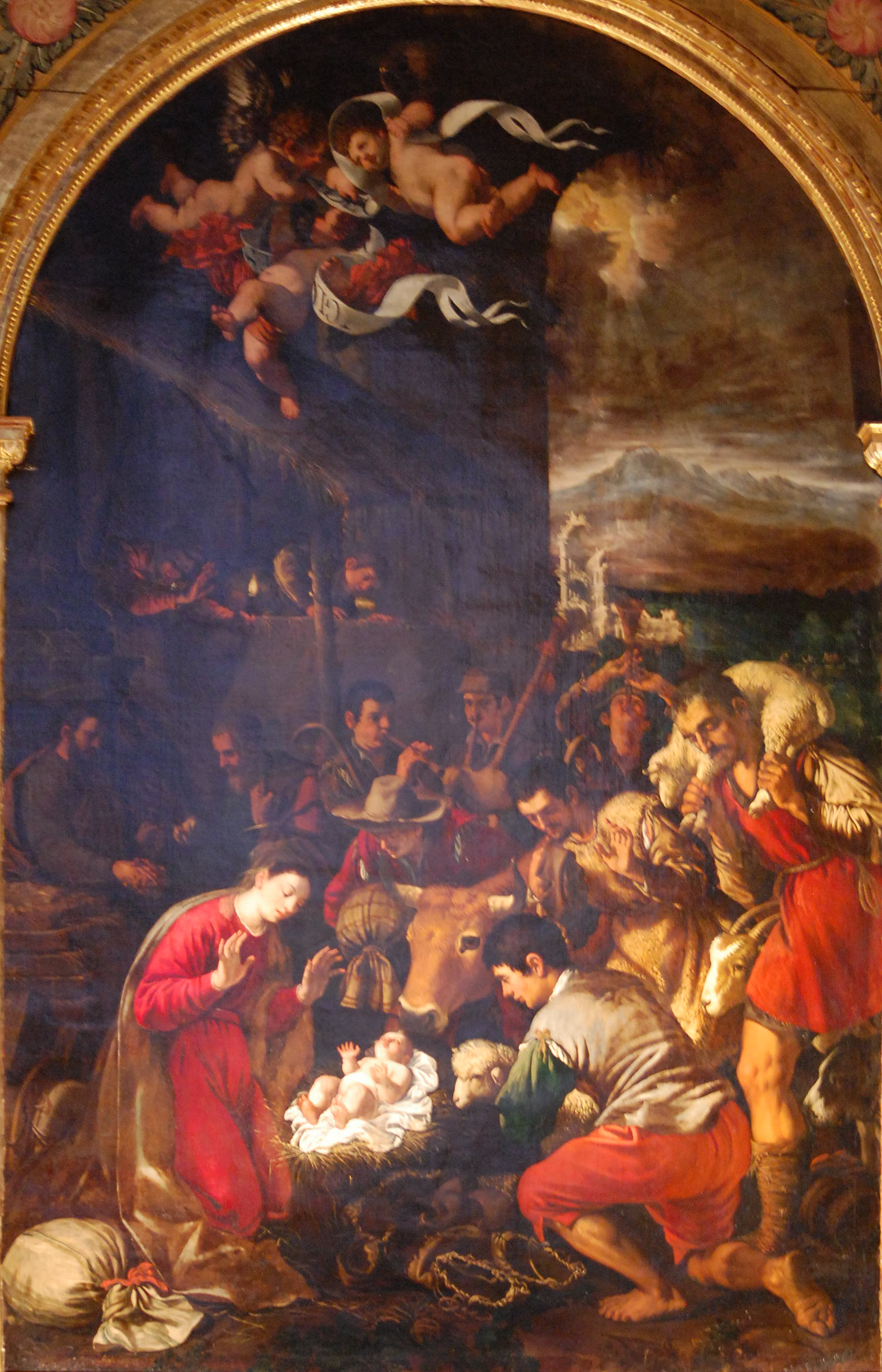
Adoración de los pastores (1620) de Angelo Nardi.

En enero de 1997 se inauguró el museo del Convento cisterciense de San Bernardo de Alcalá de Henares, con sede en el convento de las Bernardas. Consta de una importante colección de pintura italiana del siglo XVII, obra del maestro Angelo Nardi. Destaca en el presbiterio de la iglesia un retablo exento o baldaquino hecho de madera estofada y policromada, alzado por Francisco Bautista, con el tiempo arquitecto de la colegiata de San Isidro (Madrid). El Arca de Plata y Ébano de Carlos V, mandada realizar por su hijo Felipe II, con bellos repujados que representan escenas victoriosas del emperador. El sillón del cardenal Sandoval es una pieza única en su género, en la que se mezcla la ebanistería con la joyería, enriqueciéndose la pieza con la incrustación de cristales de roca decorados como si fueran piedras preciosas. En la clausura se custodia una hermosa talla de la Inmaculada, de Antonio de Herrera Barnuevo.

## Plaza de las Bernardas
La plaza de las Bernardas formada por el convento de la Madre de Dios, el palacio Arzobispal y el convento de San Bernardo constituyó durante el renacimiento un motor de transformación urbana de esta zona de la ciudad, que previamente fue el barrio árabe durante la Edad Media.